# Saturnia johni
Saturnia johni är en fjärilsart som beskrevs av Amiot. 1930. Saturnia johni ingår i släktet Saturnia och familjen påfågelsspinnare. Inga underarter finns listade.